# Phường
Phường (en vietnamita: Phường; en chữ nôm: 坊 ; barri), és una unitat administrativa vietnamita. Es troba al mateix nivell que els thị trấn (població a nivell comunal) i els xã (comunes rurals), que tenen un estatus d'unitat administrativa de tercer nivell.
Els phường estan subordinats al districte urbà, a la ciutat o al poble com a unitat de tercer nivell.
Actualment, per gestionar les àrees urbanes i les seves famílies associades, cada phường es divideix en khu phố (veïnatges), que és l'organització més bàsica de la població.
La ciutat Ho Chi Minh té 259 phường i Hanoi té 177 phường.